# Star Mag
Star Mag était une émission de télévision française diffusée sur TPS Star,.